# Массімо Сієрро
Массімо Сієрро (італ. Massimo Cierro; нар. 7 травня 1964) — колишній італійський тенісист.
Найвищу одиночну позицію світового рейтингу — 113 місце досяг 19 серпня 1985, парну — 122 місце — 23 травня 1988 року.

## Фінали Гран-прі за кар'єру

### Парний розряд: 2 (0–2)
| Результат | W/L | Дата     | Турнір             | Покриття | Партнер               | Суперники              | Рахунок  |
| --------- | --- | -------- | ------------------ | -------- | --------------------- | ---------------------- | -------- |
| Поразка   | 0–1 | Сер 1987 | Сен-Венсан, Італія | Ґрунт    | Алессандро де Мінічіс | Бад Кокс Майкл Фанкатт | 3–6, 4–6 |
| Поразка   | 0–2 | Сер 1989 | Сен-Венсан, Італія | Ґрунт    | Алессандро де Мінічіс | Йозеф Чігак Цирил Сук  | 4–6, 2–6 |

## Титули на челленджерах

### Одиночний розряд: (3)
| Ранг | Рік  | Турнір          | Покриття | Суперник       | Рахунок       |
| ---- | ---- | --------------- | -------- | -------------- | ------------- |
| 1.   | 1988 | Паріолі, Італія | Ґрунт    | Томас Гальдін  | 6–1, 6–1      |
| 2.   | 1988 | Верона, Італія  | Ґрунт    | Карлос Коста   | 5–7, 6–2, 7–5 |
| 3.   | 1989 | Пескара, Італія | Ґрунт    | Магнус Ларссон | 6–3, 6–3      |

### Парний розряд: (5)
| Ранг | Рік  | Турнір                                                   | Покриття | Партнер               | Суперники                          | Рахунок       |
| ---- | ---- | -------------------------------------------------------- | -------- | --------------------- | ---------------------------------- | ------------- |
| 1.   | 1985 | Белу-Оризонті, Бразилія                                  | Ґрунт    | Жуліо Гоес            | Жівалдо Барбоза Іван Клей          | 6–3, 6–4      |
| 2.   | 1989 | Паріолі, Італія                                          | Ґрунт    | Алессандро де Мінічіс | Енріко Коккі Франческо Пізіллі     | 6–4, 6–1      |
| 3.   | 1990 | Новий Ульм, Федеративна Республіка Німеччина (1949—1990) | Ґрунт    | Сімоне Коломбо        | Георге Косак Войтех Флегль         | 0–6, 6–2, 6–1 |
| 4.   | 1991 | Сарагоса, Іспанія                                        | Ґрунт    | Стефано Пескосолідо   | Хуан Карлос Багена Девід де Мігель | 6–2, 6–4      |
| 5.   | 1992 | Пескара, Італія                                          | Ґрунт    | Ніклас Утґрен         | Марк Ноулз (тенісист) Роджер Сміт  | 6–4, 6–4      |